# Eremaphanta convolvuli
Eremaphanta convolvuli is een vliesvleugelig insect uit de familie Melittidae. De wetenschappelijke naam van de soort is voor het eerst geldig gepubliceerd in 1940 door Popov.